# Scandea
Scandea ou Scandia, était dans l'antiquité une petite ville et un port de l'île de Cythère.
Elle se situait à dix stades de la ville de Cythère.
Selon Homère, de cette ville était originaire un certain Amphidamas, ancien propriétaire du casque que revêt Ulysse au chant X, avant la Dolonie.